# Dilobeia
Dilobeia Thouars – rodzaj roślin z rodziny srebrnikowatych (Proteaceae). Obejmuje dwa gatunki występujące endemicznie w Nowej Kaledonii

## Systematyka
Pozycja i podział rodziny według Angiosperm Phylogeny Website (aktualizowany system APG IV z 2016)
Rodzaj z rodziny srebrnikowatych stanowiącej grupę siostrzaną dla platanowatych, wraz z którymi wchodzą w skład rzędu srebrnikowców, stanowiącego jedną ze starszych linii rozwojowych dwuliściennych właściwych. W obrębie rodziny rodzaj sklasyfikowany jest do podrodziny Proteoideae Eaton, 1836
Wykaz gatunków
- Dilobeia tenuinervis Bosser & R.Rabev
- Dilobeia thouarsii Roem. & Schult.